# Formula One Group

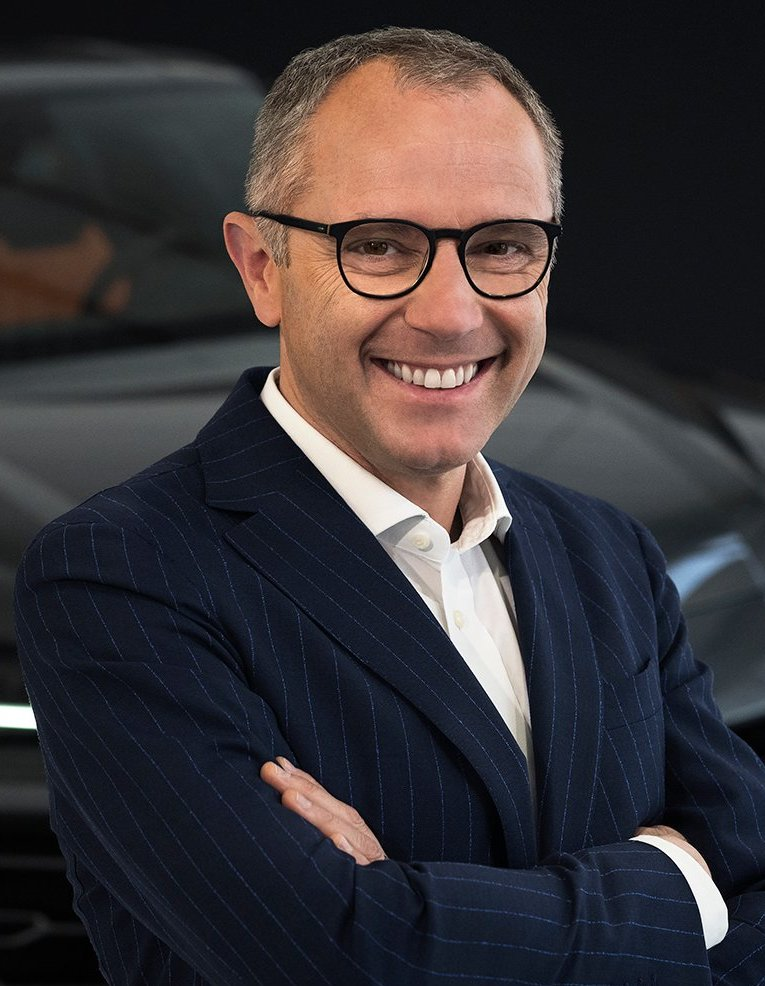
Stefano Domenicali, CEO van FOM

De Formula One Group is een groep bedrijven verantwoordelijk voor de promotie en exploitatie van het FIA Formule 1-wereldkampioenschap. De groep is eigendom van Liberty Media, een bedrijf dat gecontroleerd wordt door telecommagnaat John C. Malone die ook een belangrijk belang heeft in Warner Bros. Discovery, Inc. en Liberty Global (50 % eigenaar van VodafoneZiggo). In het verleden waren Delta Topco, een bedrijf uit Jersey, eigendom van CVC Capital Partners (ongeveer 70%) en JPMorgan (ongeveer 20%) eigenaar van de Formula One Group. Bernie Ecclestones familiefonds was eigenaar van de overige aandelen, afgezien van kleine aantallen onder andere in persoonlijk bezit van Ecclestone.
"Formula One Group" refereert aan Formula One Management, Formula One Administration en Formula One Licensing BV, die onderdeel zijn van de Formula One Holdings.

## Geschiedenis
In 1974 werd de Formula One Constructors Association (FOCA) opgericht om de commerciële organisatie van de Formule 1 te verbeteren ten bate van de teams. In 1978 werd Bernie Ecclestone de directeur van de FOCA en streed met de Fédération Internationale du Sport Automobile (FISA) om de controle over de Formule 1-rechten. In 1981 kwam de FOCA als winnaar uit de bus met het sluiten van het Concorde Agreement, waarmee zij het recht verkreeg om de televisierechten te beheren. Toen het Concorde Agreement in 1987 afliep, was Ecclestone niet langer teameigenaar en richtte hij de Formula One Promotions and Administration (FOPA) op om de televisierechten voor de teams te beheren. FOPA werd later bekend als Formula One Management (FOM). FOPA kreeg 49% van de tv-inkomsten, 1% ging naar de teams en 50% naar de FIA. De FOPA kreeg bovendien alle sponsorgelden en ging in ruil hiervoor prijzengeld aan de teams uitkeren.
In 1995 besloot de FIA om de commerciële rechten van de Formule 1 voor veertien jaar uit te besteden aan de Formula One Administration (gemanaged door de FOM). Toen het Concorde Agreement wederom moest worden vernieuwd, dreigden meerdere teams zich af te splitsen en een nieuwe raceklasse te beginnen. Ecclestone wist dit af te wenden en bood de teams 260 miljoen pond verspreid over drie jaar in ruil voor een unanieme vernieuwing van de overeenkomst. De teams gingen akkoord en er werd een verdrag gesloten dat tot 2008 geldig zou zijn.
In september 2016 nam Liberty Media een meerderheid van 18,7 procent van de aandelen in de Formula One Group in bezit; voor 7 miljard euro nam het eigendom over van private-equity-investeerder CVC Capital Partners dat sinds 2005 de meerderheid van de aandelen bezat. Ook Ecclestone verkocht zijn belang van 5,3 procent aan Liberty Media. De familiehoudstermaatschappij Bambino Trust verkoopt ook haar belang van 8,5 procent aan Liberty Media. Vanaf juni 2017 wordt de Formula One Group geleid door Chase Carey als Chairman en Chief Executive, met Ross Brawn als Managing Director (Sporting) en Sean Bratches als Managing Director (Commercial Operations). Ecclestone bleef echter tot aan januari 2020 aan als directeur in de functie van Chairman Emeritus.
Vanaf januari 2021 zal Stefano Domenicali de rol Chairman en Chief Executive van Carey overnemen. Carey zal aanblijven als non-executive chairman.

## Groepsonderdelen
De Formula One Group-onderdelen zijn dochters van Formula One Holdings (FOH), de bestuursraad bestaat uit Donald Mackenzie, Nicholas James Clarry, Sacha Jane Woodward Hill, Bernie Ecclestone en Duncan Llowarch.

### Formula One Administration
Formula One Administration Ltd. of FOA is eigenaar van de commerciële rechten van de Formule 1. Deze rechten zijn toebedeeld door de FIA zoals afgesproken in het Concorde Agreement en worden beheerd door het Formula One Management.

### Formula One Management
Formula One Management Ltd. of FOM beheert de verdeling van de media en promotie van materiaal rond de Formule 1. De Formule 1-website wordt beheerd door de FOM. De FOM biedt financiële stimulering voor teams of circuits in gebieden waar Formule 1 nog geen populaire sport is. De coördinatie en planning van de races wordt gedaan in samenwerking met de FIA, organisator van het kampioenschap.

### Formula One Licensing BV
Formula One Licensing BV is eigenaar van de Formule 1 trademarks; het F1 logo, "Formula 1", "Formula One", "F1" en de "Sweeping Curves" getoond aan het begin van elke race.